# Barelli (Comic)
Barelli ist ein frankobelgischer Comic von Bob De Moor.

## Handlung
Der gefeierte Schauspieler Barelli arbeitet verdeckt als Detektiv und löst mit Hilfe von Inspektor Moreau knifflige Kriminalfälle.

## Hintergrund
Die humoristische Abenteuerreihe war für Bob De Moor die erste Serie, die er in Fortsetzungen für die belgische und die französische Ausgabe von Tintin gestalten konnte. Wegen seiner Arbeit im Studio Hergé kamen nur sporadisch weitere Folgen hinzu. Dazu zählen auch eine Kurzgeschichte im Taschenbuch Tintin Sélection und zwei Kurzepisoden in der Spezialausgabe Super Tintin.
Le Lombard veröffentlichte zunächst nur L’énigmatique Monsieur Barelli in der Sammlung Collection du Lombard. Später folgten weitere Alben in der Reihe Collection Vedette. Die Ausgabe der bisher unveröffentlicht gebliebenen Geschichten nahm sich Bédéscope in der Sammlung Collection Prestige an. Als Le Lombard eine eigenständige Reihe drucken wollte, zeichnete Bob De Moor zusätzliche 14 Seiten für L’énigmatique monsieur Barelli und 29 Seiten für Monsieur Barelli à Nusa-Pénida, die 1981 und 1982 in Tintin erschienen, um auf die übliche Albenlänge zu kommen. Im deutschen Sprachraum gab Carlsen diese Neuauflage von Lombard heraus. Die Gesamtausgabe von BD Must stammte von 2011 und wurde auch in deutscher Übersetzung herausgegeben.

## Albenlange Geschichten
- Die zwei Gesichter des Herrn Barelli (verlängerte Version), Carlsen, 1983, ISBN 978-3-551-02201-1; Die zwei Gesichter des Herrn Barelli (ursprüngliche Kurzversion), BD Must, 2014, ISBN 978-2-87535-234-7 (französische Erstveröffentlichung 1950–1951)
- Die Insel des Zauberers, Carlsen, 1983, ISBN 978-3-551-02202-8; Barelli in Nusa Penida 1, BD Must, 2014, ISBN 978-2-87535-235-4 (französische Erstveröffentlichung 1951)
- Gefangen auf Nusa Penida (verlängerte Version), Carlsen, 1984, ISBN 978-3-551-02203-5; Barelli in Nusa Penida 2 (ursprüngliche Kurzversion), BD Must, 2014, ISBN 978-2-87535-236-1 (französische Erstveröffentlichung 1951–1952)
- Barelli und die Geheimagenten, Carlsen, 1984, ISBN 978-3-551-02204-2; Barelli und die Geheimagenten, BD Must, 2014, ISBN 978-2-87535-237-8 (französische Erstveröffentlichung 1964)
- Barelli und der schmollende Buddha, BD Must, 2014, ISBN 978-2-87535-238-5 (französische Erstveröffentlichung 1972)
- Explosive Ferien, BD Must, 2014, ISBN 978-2-87535-239-2 (französische Erstveröffentlichung 1974)
- Barelli und der Herr über Gonobutz, BD Must, 2014, ISBN 978-2-87535-240-8 (französische Erstveröffentlichung 1976)

## Kurzgeschichtensammlungen
- Barelli ermittelt, BD Must, 2014, ISBN 978-2-87535-241-5